# Хаггардстаун
Хаггардстаун (англ. Haggardstown; ирл. Baile Hagaird) — деревня в Ирландии, находится в графстве Лаут (провинция Ленстер). Деревня расположена рядом с региональной дорогой R132.
В Хаггардстауне находятся школа и церковь Святого Фурса, построенная в 1854 году.